# Pheidole crassicornis
Pheidole crassicornis är en myrart som beskrevs av Carlo Emery 1895. Pheidole crassicornis ingår i släktet Pheidole och familjen myror.

## Underarter
Arten delas in i följande underarter:
- P. c. crassicornis
- P. c. tetra

## Bildgalleri

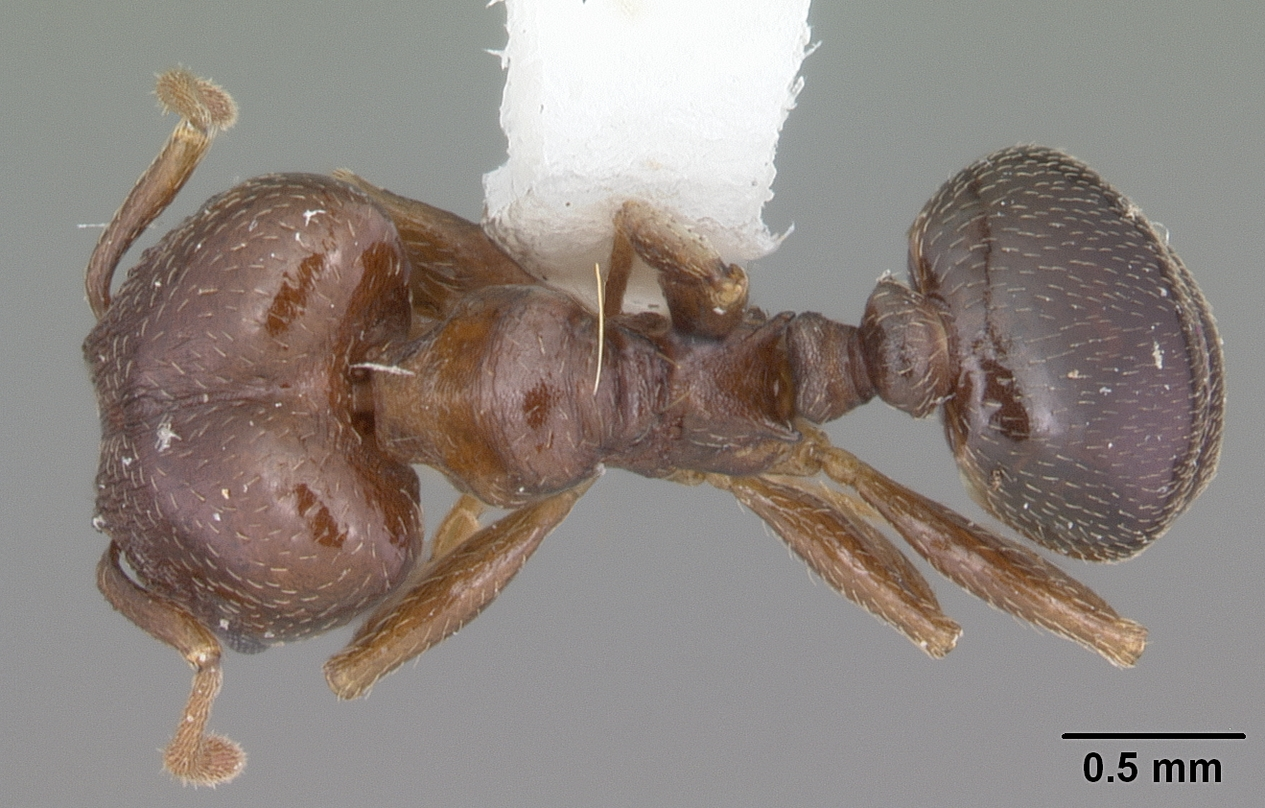
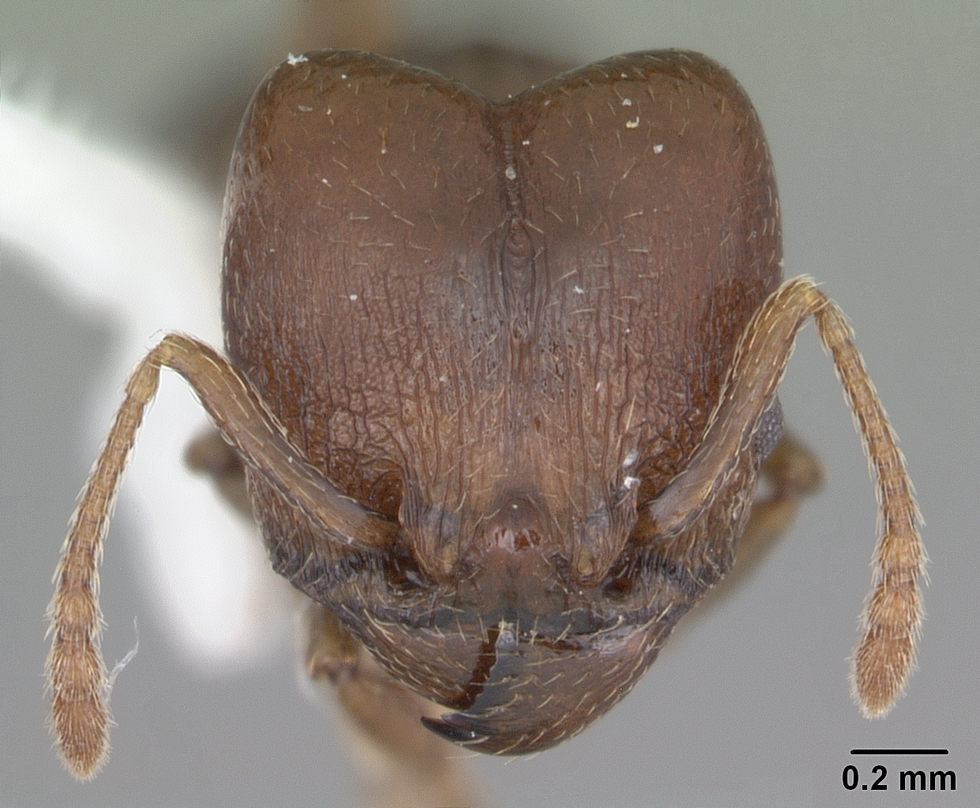
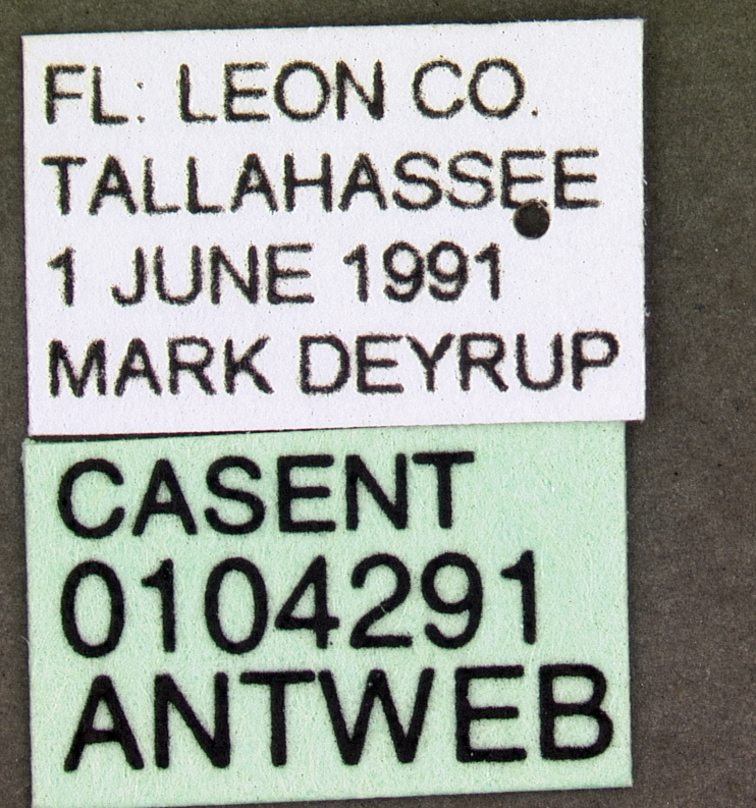
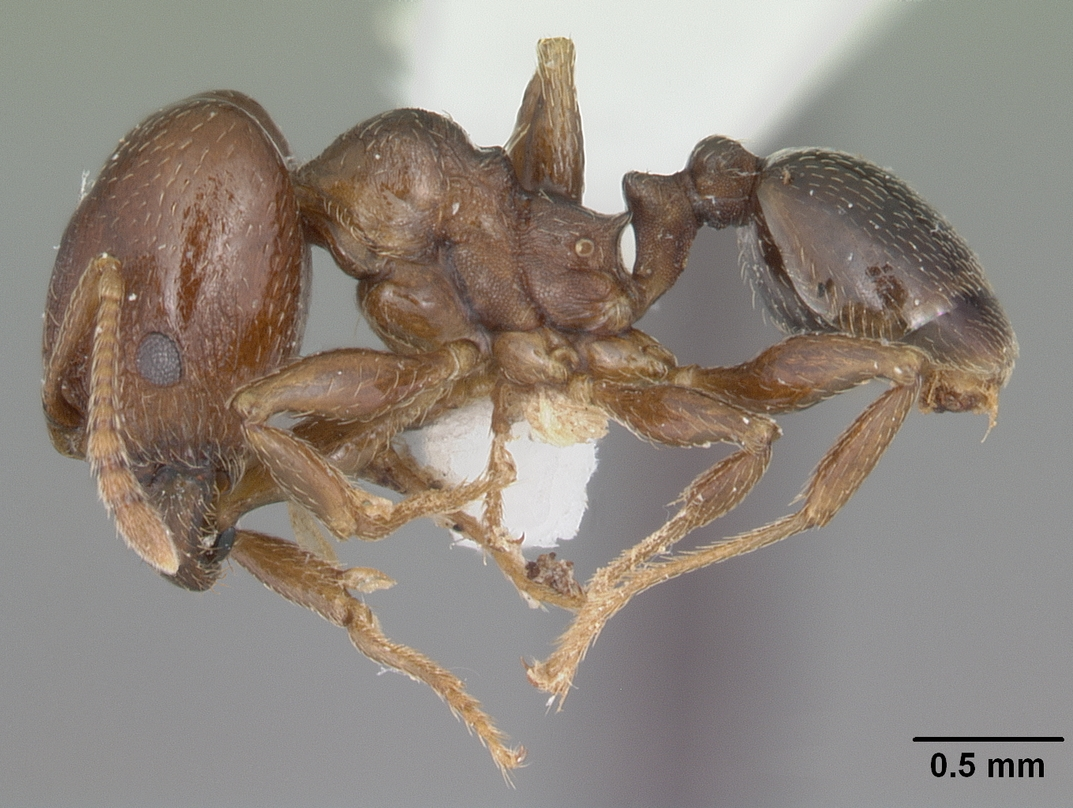
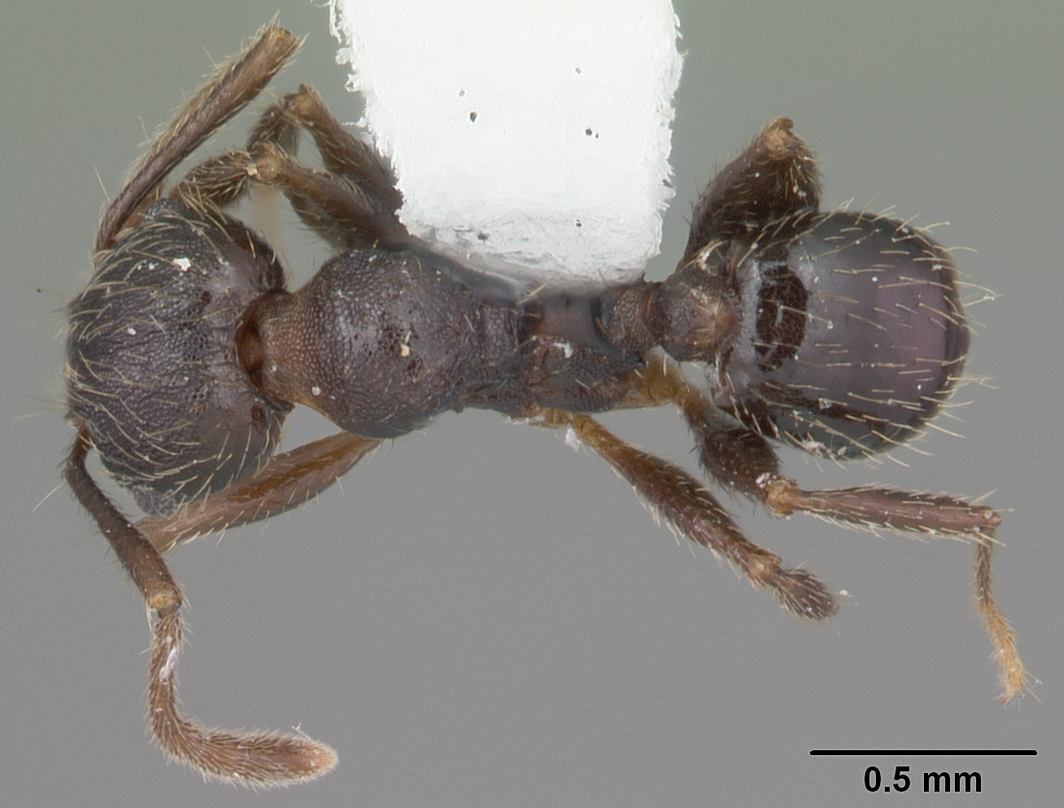
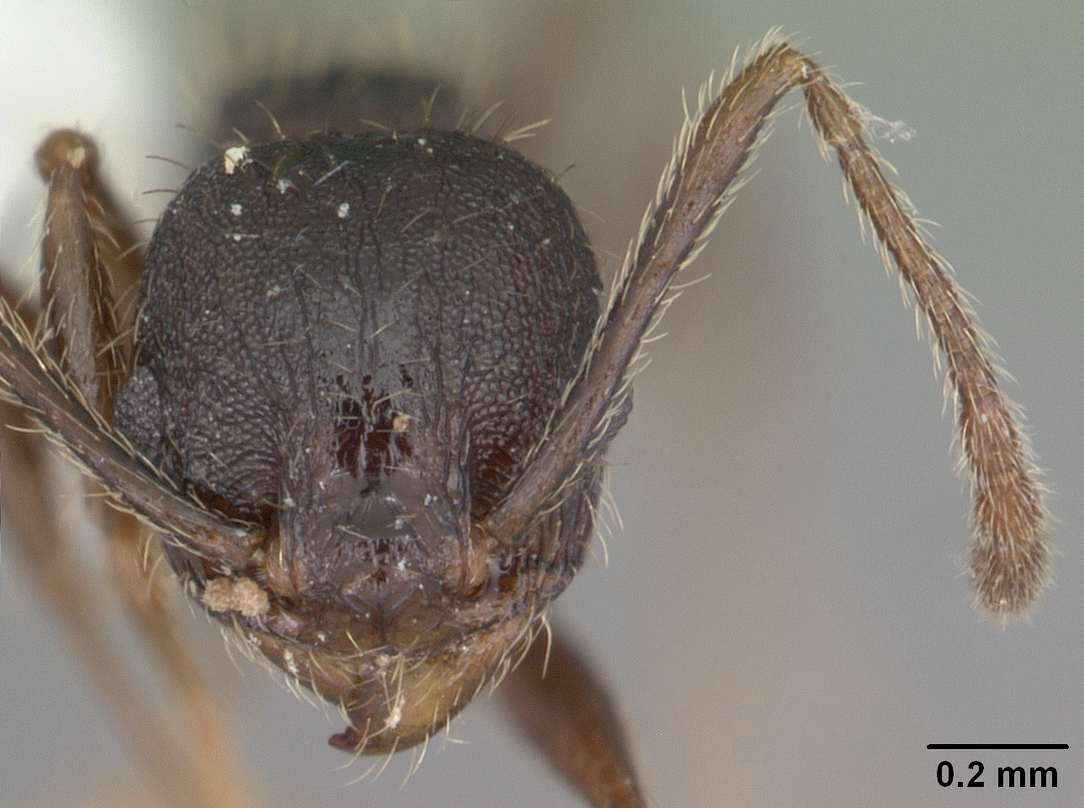